# Brat Roger
Roger Schutz, popularno poznat kao brat Roger (francuski: Frère Roger; Provence, Švicarska, 12. svibnja 1915. – Taizé, 16. kolovoza 2005.), bio je švicarski protestantski svećenik, redovnik, pacifist, prior Zajednice iz Taizéa. 
Godine 1940. brat Roger osnovao je Zajednicu iz Taizéa, ekumensku redovničku zajednicu u Burgundiji, u Francuskoj. Služio je kao prior Zajednice, do njegovoga ubojstva 2005. Zajednica iz Taizéa privlači međunarodnu pozornost, primajući tisuće mladih hodočasnika svaki tjedan, što se nastavilo i nakon njegove smrti. Zajednica broji stotinjak braće redovnika iz različitih država i različitih kršćanskih tradicija, obično katolika i protestanata. Brat Roger bio je protestant, kalvinist, hugenot.
Samostansku zajednicu Taizé, brat Roger je utemeljio 1940. godine nakon što je kao 25-godišnjak napustio Švicarsku i kupio kućicu u selu Taizé, gdje je zbrinjavao izbjeglice tijekom Drugog svjetskog rata. Njegova će vizija početi spašavanjem Židova tijekom holokausta, a nastavit će se osnivanjem, do tada jedinstvenog projekta, kršćanske duhovne zajednice, koju čine protestanti i rimokatolici okupljeni nakanom slavljenja Boga, promicanjem duhovne obnove i izgradnje.
Brat Roger iz Taizéa bio je stožerna duhovna osoba u životu mnogih mladih ljudi u drugoj polovici 20. i na početku 21. st. i velik je duhovni lik. Bio je bliski prijatelj pape Ivana XXIII. i pape Ivana Pavla II., a uvažavali su ga i svjetski politički i društveni autoriteti.
Ubila ga je psihički poremećena žena 16. kolovoza 2005. godine u crkvi u Taizéu za vrijeme molitve s mnoštvom mladih ljudi. Zajednica djeluje i nakon njegove smrti. Naslijedio ga je na mjestu priora redovnički brat Alois.

## Vanjske poveznice
- Život brata Rogera i nastanak zajednice Taizé - Dio I. i II.   Arhivirana inačica izvorne stranice od 20. prosinca 2016. (Wayback Machine)